# Onthophagus imperator
Onthophagus imperator là một loài bọ cánh cứng trong họ Bọ hung (Scarabaeidae).

## Hình ảnh

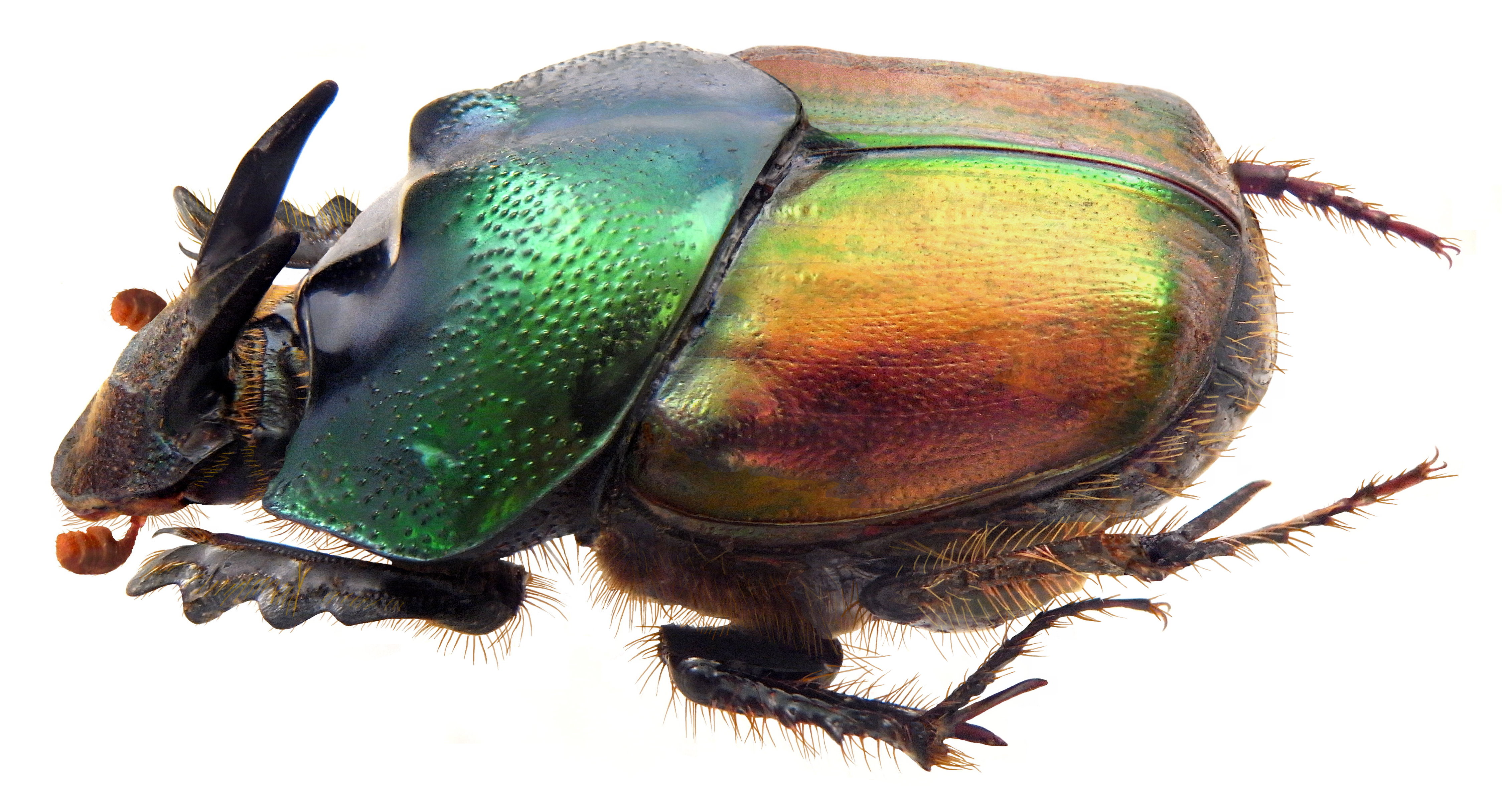